# Chotovice, Svitavy
Chotovice är en ort i Tjeckien.   Den ligger i regionen Pardubice, i den centrala delen av landet, 130 km öster om huvudstaden Prag. Chotovice ligger 450 meter över havet och antalet invånare är 126.
Terrängen runt Chotovice är platt åt nordost, men åt sydväst är den kuperad. Runt Chotovice är det ganska tätbefolkat, med 100 invånare per kvadratkilometer. Närmaste större samhälle är Vysoké Mýto, 11,4 km norr om Chotovice. Trakten runt Chotovice består till största delen av jordbruksmark.